# Iliona (chanteuse)
Pour la princesse dans la mythologie grecque, voir Iliona.
Iliona, née le 7 juillet 2000 à Bruxelles, est une autrice-compositrice-interprète, musicienne et productrice belge.
Elle se fait connaître auprès du grand public grâce à son titre Moins Joli en 2020.
En septembre 2020, elle signe avec le label Artside Music (MHD, Zed Yun Pavarotti…) et sort son premier EP Tristesse le 5 février 2021, composé de huit titres. Son deuxième EP Tête brulée sort le 14 janvier 2022, composé de neuf titres.
Son premier album – What If I Break Up With U? – sorti le 14 mars 2025 est porté, dès 2024, par les singles Le Lapin, Stp, Rater une rupture pour les nuls, Lâche-moi la main et Ça n'existe pas.

## Biographie
Iliona est née à Bruxelles, en Belgique, le 7 juillet 2000. Elle grandit et fait ses études en région bruxelloise, à l'École Decroly, comme la chanteuse Angèle. Dès le plus jeune âge, elle s’intéresse à la musique et commence à jouer sur le piano familial grâce à ses copines d'enfance qui en faisaient. Elle commence à écrire ses premiers textes vers 15 ans, au début ce ne sont pas des chansons, elle voit l’expression écrite comme une forme d’exutoire, où elle extériorise ses émotions.
À 16 ans, elle crée sa chaîne YouTube et commence à poster des vidéos de ses compositions, elle réalise tout de A à Z dans sa chambre, texte, production musicale, montage vidéo.

## Carrière
À 16 ans, Iliona crée une chaîne YouTube et poste ses réalisations musicales. Elle est repérée par Pierre Bertrand qui travaille pour l’Œil Écoute Laboratoire, un studio d’enregistrement à Bruxelles.
À 18 ans, elle rencontre par hasard Ana Diaz, et collabore avec elle sur le projet Lost Friends.
En parallèle, Iliona continue d’écrire, composer et créer ses propres chansons. En septembre, elle signe dans le label Artside Music après avoir posté ses trois premiers titres en moins de six mois sur YouTube, dans l’ordre de sortie J’ai du mal (mars 2020), Rattrape-moi (mai) et Moins Joli (juillet).
Autodidacte, elle réalise tout de A à Z en s’inspirant de tutos YouTube : elle écrit, chante et compose ; elle crée même ses clips. Même si elle fait partie de la famille Artside, elle aime gérer personnellement ses projets.
Elle annonce ensuite pour le 5 février 2021, la sortie de son premier EP intitulé Tristesse, composé de huit chansons. Pour faire la promotion de cette sortie, elle décide de sortir son single intitulé Reste.

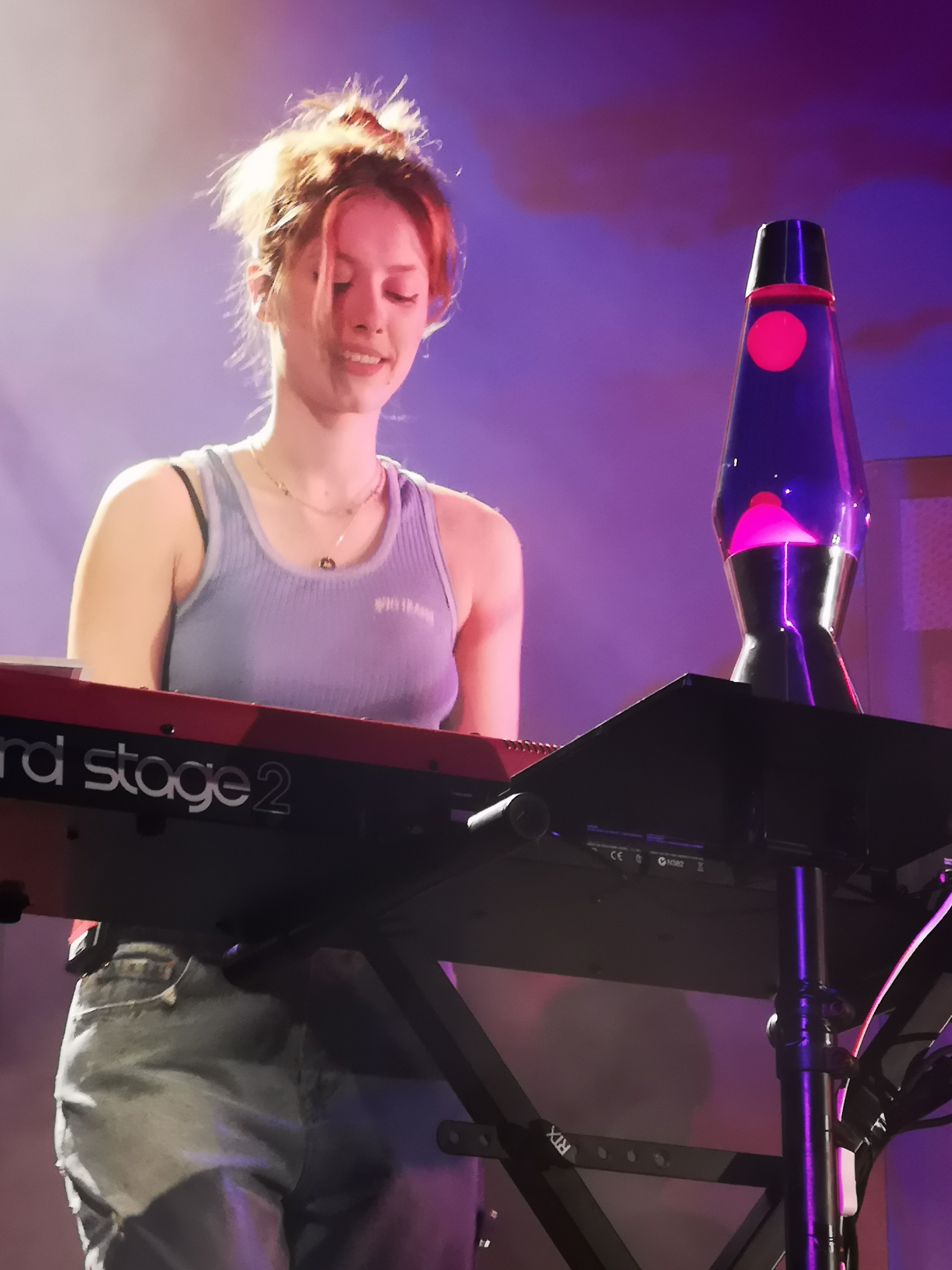
Iliona en concert à Paris en janvier 2022.

À côté, elle écrit et compose pour d’autres artistes, Zed Yun Pavarotti : Rien, Ana Diaz : Lost Friends, etc …
Le 28 mai 2021, elle est invitée par l'émission Taratata et chante notamment en duo avec Julien Doré une reprise de Magnolias for ever de Claude François. Elle indique dans cette même émission qu'elle prépare un deuxième EP.
Le 8 novembre 2021, elle annonce sur son compte Instagram la sortie de son deuxième EP nommé Tête brûlée pour le 14 janvier 2022.
Le 18 novembre 2021, la programmation des Concerts Fnac Live Paris des 6 et 7 décembre 2021 est dévoilée. En raison de la pandémie COVID-19, les concerts sont organisés dans les salons de l'Hôtel de Ville de Paris et ne sont pas ouverts au public. La chanteuse est présente aux côtés de Ed Sheeran et 47Ter notamment.
Le 22 novembre 2021, elle annonce sur ses réseaux sociaux les dates de ses premiers concerts : elle se produira dans la salle de la Rotonde au Botanique de Bruxelles le 19 janvier 2022 et sur la scène du Studio 104 de Radio France le 21 janvier suivant lors de l'Hyper Weekend Festival,.
Le 26 novembre 2021, elle sort le premier single tiré de son album Tête brulée, intitulé Si tu m'aimes demain.
Elle se produira ensuite aux Nuits Botaniques, toujours à Bruxelles le 4 mai 2022, le 2 juillet 2022 au Montreux Jazz Festival puis aux Francofolies de la Rochelle le 17 juillet 2022. Petit à petit, elle se découvre une passion pour la scène.
Le 13 juin 2024, elle sort le single Le Lapin, son premier depuis 2 ans dont elle dévoile le clip le 17 juin suivant. Cette sortie est la première sur le label d'Iliona, Jevousamour. Deux autres singles suivront en 2024 : Stp et Rater une rupture pour les nuls.
Le 17 janvier 2025, Iliona annonce la sortie de son premier album, What If I Break Up With U?, prévu pour le 14 mars 2025. Une semaine plus tard, elle dévoile un nouveau single, Lâche-moi la main puis un autre le 28 février, Ça n'existe pas.
Elle se lie d'amitié avec la chanteuse franco-suisse Yoa et produit la chanson "La favorite" de l'album éponyme sorti le 31 janvier 2025.
Elle annonce le 12 février 2025 sa première tournée, qui passera par 11 villes dans 4 pays. Deux dates majeures : le 15 novembre 2025 à l'Ancienne Belgique, dans sa ville natale Bruxelles, annoncée complète un mois plus tard ; et le 13 novembre 2025 à l'Olympia à Paris, salle mythique française, complète une semaine plus tard. À la suite de ce succès, elle annonce une deuxième date à l'Olympia le 14 novembre 2025.
Elle fait la promotion de son album dans divers médias. Le 14 février, pour la Saint-Valentin, elle est invitée dans l'émission Quotidien où elle interprète son single "Lâche-moi la main". Puis, le 24 février, elle est l'invitée de Mathilde Serrel sur France Inter, où elle interprète son single "Ça n'existe pas".
Elle organise deux releases party pour ses fans : une à Paris, le 13 mars, à La Rotonde Stalingrad avec des invités prestigieux tels que Pierre de Maere, November Ultra, Nelick, Bekar, Georgio, Mentissa, Leslie Medina, Kalika et Zélie. L'autre se déroule le lendemain à Bruxelles, dans l'hôtel The Hoxton.

## Style

### Style musical

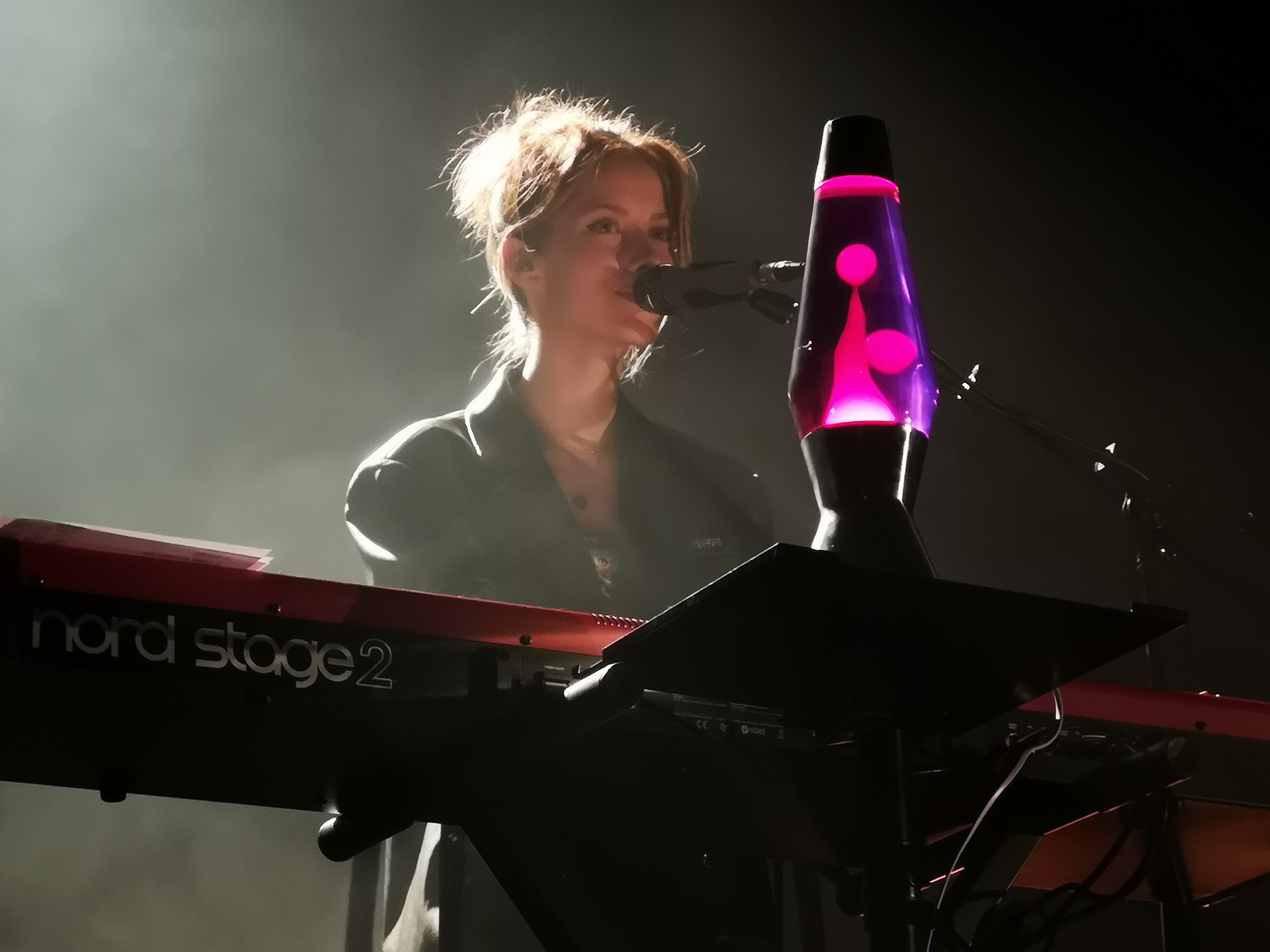
Iliona lors de son premier concert, au Botanique à Bruxelles, en janvier 2022.

Bien qu'associée à la chanson française, elle dit ne pas avoir de style musical particulier, il s’agit pour elle simplement de chansons. Son style est assez épuré, elle préfère les accords simples quand il n’y a pas trop d’instruments. Sa priorité est que ses chansons soient lisibles et que leurs paroles soient aussi, voire plus, importantes que leur mélodie.
Elle joue du piano. Elle aime ajouter parfois de l’autotune, comme sur le titre Reste.
Au cours de son processus de création, elle commence par créer les mélodies au piano, puis elle écrit les textes, sans avoir de règles précises.
La tonalité de ses chansons est assez mélancolique, évoquant souvent les émotions et déceptions amoureuses.

### Style visuel
Iliona réalise elle-même ses clips. Dans Une autre vie (2021), tourné au musée Van Buuren, elle cherche à reproduire une atmosphère de conte de fées.

## Inspirations
Petite, elle écoutait beaucoup de chansons anglophones comme celles de Lily Allen ou Alicia Keys, les albums que ses parents écoutaient.
En grandissant, elle s’intéresse à la chanson française des années 1960, 1970, 1980, en commençant par Barbara puis par Françoise Hardy, France Gall, Michel Legrand et Claude François. À l’international, son cœur penche plus vers les Beatles, Amy Winehouse ou Lily Allen. Elle cite Frank Ocean, Drake et Hamza comme influences rap.
Iliona puise son inspiration dans ses émotions. Elle explique à plusieurs reprises qu’elle arrive mieux à écrire ses chansons dans des moments de tristesse. C'est lors de périodes difficiles, de doute et de remise en cause, qu’elle écrit, compose et chante. D’où le nom de son premier EP Tristesse.          

## Discographie

### Singles
- 2020 : J'ai du mal
- 2020 : Rattrape-moi
- 2020 : Moins joli
- 2020 : Reste
- 2021 : Une autre vie
- 2021 : Si tu m'aimes demain
- 2022 : Garçon manqué
- 2024 : Le Lapin
- 2024 : Stp
- 2024 : Rater une rupture pour les nuls
- 2025 : Lâche-moi la main
- 2025 : Ça n'existe pas
- 2025 : Connerie